# Valentin von Eickstedt (Rat)
Valentin von Eickstedt (* 1527; † 23. Juli 1579) war ein Adliger und Rat der Herzöge von Pommern in der Mitte des 16. Jahrhunderts.

## Leben
Er entstammte dem im Grenzgebiet von Pommern und Brandenburg um Pasewalk und Prenzlau reich begüterten pommerschen Adelsgeschlecht von Eickstedt. Der Stammsitz der pommerschen Linie war die Burg Rothenklempenow an der Randow. Nach dem Studium an der Universität Greifswald wurde Eickstedt 1545 vom Kanzler Jacob von Zitzewitz als Sekretär an die Wolgaster Kanzlei geholt. Von Erasmus Husen übernahm er 1551 das Amt des Landrentmeisters. 1555 nahm er als Gesandter des Herzogs Philipp I. von Pommern-Wolgast an den Verhandlungen zum Augsburger Reichs- und Religionsfrieden teil. 1557 trat er die Nachfolge Zitzewitzs als Kanzler an und konnte in dieser Funktion am 29. April 1559 die Belehnung Pommerns durch Kaiser Ferdinand I. und die Bestätigung der Privilegien entgegennehmen. 
Nach dem Tod Philipps I. war Eickstedt zusammen mit Ulrich von Schwerin der maßgeblich Rat in der vormundschaftlichen Regierung für Philipps Söhne. Diese beiden sorgten schließlich 1569 auch dafür, dass nicht der zweitgeborene Bogislaw XIII., sondern Philipps dritter Sohn Ernst Ludwig die Regierung in Wolgast und damit die Nachfolge seines Vaters antrat. Seit 1560 war er an der Abfassung der 1569 veröffentlichten neuen pommerschen Kirchenordnung beteiligt. Ganz besonders bemühte er sich auch um die Verbesserung der Domänenverwaltung. Nach seiner Abdankung als Kanzler fungierte Eickstedt zunächst als Amtshauptmann in Wolgast, wo er mit der Anlegung eines Amtsbuches nach braunschweigischem Vorbild begann. Darin waren alle Einkünfte und Rechte des herzoglichen Amtes festgehalten. Zuletzt wechselte Eickstedt nach Ueckermünde, wo er ebenfalls die Amtshauptmannschaft wahrnahm.
Während des Siebenjährigen Nordischen Krieges bestand die Gefahr, dass Pommern zwischen die Fronten der Kriegsparteien Schweden und dem mit Dänemark verbündeten Polen geraten konnte. Besonders Schweden war während des Krieges auf Importe angewiesen, welche hauptsächlich über pommersche Städte Stralsund und Greifswald abgewickelt wurden. 1564 musste Valentin von Eickstedt den polnischen Gesandten erklären, dass der Handel de Städte trotz Verbot durch den Herzog geschah. Gleichzeitig forderte er Polen auf, bei Dänemark, das den Handel nach Livland und Königsberg behinderte, für freien Handel auf der Ostsee einzutreten. Diesen forderte er auch für die Flüsse Warthe und Oder, wo Brandenburg den Handel einschränkte.
Zu den letzten Aufträgen als herzoglicher Rat zählte die Aushandlung des Ehevertrages zwischen Ernst Ludwig und dessen Schwiegervater, Herzog Julius von Braunschweig-Wolfenbüttel im Vorfeld der Hochzeit mit dessen Tochter Sophia Hedwig 1577.
Herzog Ernst Ludwig belehnte ihn 1578 mit dem Dorf Koblentz. Sein Stammgut, auf dem er auch seinen Wohnsitz hatte, war jedoch Damitzow, westlich von Stettin. Als er im folgenden Jahr starb, wurde  Valentin von Eickstedt im Dom St. Nikolai in Greifswald beigesetzt. Hier befindet sich auch ein Epitaph mit dem Familienwappen.

## Werke
Eickstedt befasste sich mit der pommerschen Geschichte. In Latein verfasste er seit 1552 die Schriften „Epitome annalium Pomeraniae“, „Genealogia Pomeraniae“ und „Catalogus espiscoporum Caminensium“. Bei der „Descriptio Pomeranie“ handelt es sich um einen Auszug aus der „Pomerania“ des Thomas Kantzow. 1562, zwei Jahre nach dem Tod des Herzogs Philipp I. erschien sein Nachruf „Vita Philippi I., ducis Pomeraniae“. Seine „Annales Pomeraniae“, auf Veranlassung des Herzogs Ernst Ludwig ein weiterer Auszug aus Kantzows Werk, erschienen in hochdeutscher Sprache.

## Nachkommen
Valentin von Eickstedt war seit 1559 verheiratet mit Anna von Jasmund († 1607). Die Angaben über die Zahl seiner Nachkommen sind unterschiedlich.